# Aligot augur
L'aligot augur (Buteo augur) és una espècie d'ocell rapinyaire de la família dels accipítrids (Accipitridae). Habita sabanes i praderies d'Àfrica oriental, des del nord-est del Sudan, nord d'Etiòpia, Djibouti i Eritrea, cap al sud, a través de la l'est de la República Democràtica del Congo, Ruanda, Burundi, Uganda, Kenya, Tanzània, Zàmbia, Malawi, nord-oest de Moçambic, nord-est de Botswana i Zimbàbue. El seu estat de conservació es considera de risc mínim.
L'aligot d'Archer (Buteo archeri), de les muntanyes de Somàlia, anteriorment considerat una espècie apart, ara es considera una subespècie B. augur archeri, o un morfo roig de l'aligot augur.